# چارلز هوت
چارلز هوت (انگلیسی: Charles Hewett؛ زادهٔ ۲۴ سپتامبر ۱۹۲۹) دوچرخه‌سوار اهل ایالات متحده آمریکا است. وی در بازی‌های المپیک تابستانی ۱۹۶۰ شرکت کرده است.